# G-스팟
G-스팟(G-spot)은 여성의 질의 일부분으로, 자극을 받을 경우 높은 수준의 성적 각성과 강렬한 오르가즘을 일으킬 수 있는 성감대를 포함하는 것으로 알려져 있다. 1981년 이후 G-스팟에 대한 연구나, 그 존재에 대한 논쟁, 기능에 대한 정의, 실제 위치에 대한 논의가 계속되고 있음에도 이것은 의학 분야 및 성에 대한 연구에서 주목을 받고 있다. 독일의 산부인과 의사인 에른스트 그래펜베르크가 1950년 발견했다.

## 불확실성
최근의 연구결과는 여성의 기관에서 G-스팟이라고 할 수 있는 구조를 확인하기 어렵다는 결론에 도달하고 있다. 그러나 생리학자들은 이러한 연구결과가 최신정보로서의 의견이며 한편으로는 최종 결론일수는 없다는 점을 시사한다는 점도 지적하고 있다고 언급하고있다.

## 같이 보기
- 사정
- 여성 사정
- 스케네샘